# لوتوس ۹۷تی
لوتوس ۹۷تی (به انگلیسی: ‎Lotus 97T‎) یک خودروی مسابقه‌ای فرمول یک بود که توسط جرارد دوکاروژ و مارتین اگیلوی طراحی شد و توسط تیم لوتوس برای شرکت در مسابقات فرمول یک فصل ۱۹۸۵ ساخته شد. الیو دو آنجلیس و آیرتون سنا رانندگانی بودند که در این فصل با این خودرو رانندگی کردند.
پیشرانهٔ این خودرو از نوع وی۶ ‎۹۰°‎ توربو با حجم ۱۴۹۲ سی‌سی بوده و جعبه‌دندهٔ آن ۵ دنده به‌صورت دستی بود.
این خودرو مجموعاً در ۱۶ مسابقه شرکت کرد و در این مسابقات ۳ بار به پیروزی دست یافت. همچنین ۸ پول پوزیشن با استفاده از این خودرو کسب شد و ۳ بار نیز سریع‌ترین زمان برای طی یک دور پیست توسط این خودرو به ثبت رسید.